# 十二所站
十二所站（日语：／ Jūnisho eki */?）是位於秋田縣大館市十二所字荒町42番，東日本旅客鐵道（JR東日本）的花輪線車站。

## 歷史
- 1915年（大正4年）12月25日：秋田鐵道（日语：秋田鉄道）大瀧溫泉站至毛馬內站（第一代，貨物站）之間開通，此站啟用。當時此站為貨物車站，並且位於北秋田郡十二所町（日语：十二所町）。
- 1916年（大正5年）1月5日：開始旅客營業服務。
- 1934年（昭和9年）6月1日：秋田鐵道國有化，成為鐵道省（國鐵）車站。
- 1972年（昭和47年）：預定在11月1日成為無人車站[1]，當時當地居民強烈反對而延期[2]。
- 1982年（昭和57年）11月15日：成為業務委託車站[2]。
- 1985年（昭和60年）3月14日：成為簡易委託車站。
- 1987年（昭和62年）4月1日：伴隨國鐵分割民營化，車站由東日本旅客鐵道（JR東日本）營運。
- 不詳：成為無人車站。

## 車站構造
車站是一座地面車站，設有1面1線的單式月台。此站原本設有1面2線的島式月台，當時可進行列車交會。
此站是由鹿角花輪站管理的無人車站。

## 車站周邊
- 大館市政廳十二所出張所
- 十二所郵局
- 米代川（日语：米代川）
- 十二所城遺址
- 秋田縣道66號十二所花輪大湯線（日语：秋田県道66号十二所花輪大湯線）
  - 國道103號（日语：国道103号）大館繞道

## 巴士路線
在車站前設有秋北巴士十二所站前巴士站
- 鹿角市（厚生醫院前（日语：かづの厚生病院）、鹿角花輪站前、花輪營業所）方向
- 勞災醫院前（日语：秋田労災病院）、扇田醫院前（日语：大館市立扇田病院）、市立醫院前（日语：大館市立総合病院）、大館站方向

## 相鄰車站
東日本旅客鐵道（JR東日本）
■花輪線
澤尻－十二所－大瀧溫泉

## 注腳
1. ↑  “駅の無人化に猛反対 大館市十二所地区” 秋田魁新報 (秋田魁新報社): p2. (1972年9月25日 朝刊)
2. 1 2  “花輪線の四駅合理化 盛鉄局 15日から 十二所駅を業務委託化” 秋田魁新報 (秋田魁新報社): p15. (1982年11月10日 朝刊)

## 外部連結
- 車站資訊（十二所）：東日本旅客鐵道（日語）